# Synagoge (Saarwellingen)
Die Synagoge wurde 1929 in der Engelstraße 10 in Saarwellingen im Landkreis Saarlouis erbaut. Während der Novemberpogrome 1938 wurde die Inneneinrichtung zerstört. Die Synagoge wurde während des Zweiten Weltkrieges stark beschädigt. Heute steht an dieser Stelle ein Wohnhaus.

## Synagoge
Bereits im Jahr 1770 wird in Saarwellingen ein Betsaal in einem Privathaus erwähnt. 1928 wurden die Pläne für den Bau einer Synagoge in der Engelstraße 10 genehmigt, die 1929 bezogen wurde. Bei den Novemberpogrome 1938 wurde die Inneneinrichtung sowie die Fenster durch Mitglieder der SA zerstört. Da ein Übergreifen der Flammen auf benachbarte Gebäude befürchtet wurde, wurde darauf verzichtet die Synagoge in Brand zu setzen. Zwischen 1941/42 wurde die Synagoge als Versammlungsraum für die Saarwellinger NS-Frauenschaft und Hitlerjugend genutzt. Später diente sie als Notturnhalle. Während der Kriegsjahre 1944/45 wurde die Synagoge stark beschädigt. In den 1950er Jahren wurde auf dem Grundstück ein Wohnhaus errichtet, das zum Teil auf den noch erhaltenen Mauern der Synagoge steht. 1998 wurde eine Gedenkstele bei der ehemaligen Synagoge aufgestellt.
Die Inschrift lautet:

„Zur Mahnung und Erinnerung.
 In dieser Straße standen das Gotteshaus und die Schule der Synagogengemeinde Saarwellingen.
 Am 9. November 1938 wurde die Synagoge zerstört.
 Die jüdischen Bürger mussten Saarwellingen verlassen.
 In den Konzentrationslagern kamen 51 Saarwellinger Bürger jüdischen Glaubens ums Leben.“

## Jüdische Gemeinde Saarwellingen
Bereits im Jahr 1671 werden jüdische Einwohner in Saarwellingen erwähnt. In der zum Fürstentum Wied-Runkel gehörenden Reichsherrschaft Saarwellingen lebten im Jahr 1781 insgesamt 25 jüdische Familien. Die Toten wurden auf dem 1725 angelegten jüdischen Friedhof bestattet. Der Friedhof wurde 1940 fast vollständig zerstört. Die zum Rabbinatsbezirk Trier gehörende Gemeinde verfügte ab 1830 über eine private Religionsschule und ab 1890 über eine öffentliche jüdische Elementarschule. Diese war ab 1907 in einem eigenen, an die Synagoge angrenzenden, Schulhaus in der Engelstraße 12 untergebracht. Der angestellte Lehrer hatte zeitgleich die Funktion des Vorbeters und des Schochet inne. Bereits 1920, als das Saargebiet noch dem Mandat des Völkerbundes unterstand, kam es zu ersten antisemitischen Ausschreitungen in Saarwellingen. Nach der Machtergreifung Adolf Hitlers 1933 wiesen die Verwaltungsbehörden des Saargebietes die örtlichen Polizeibehörden an, jegliche Boykottversuche durch Mitglieder und Sympathisanten der NSDAP zu unterbinden. Nach dem Volksentscheid 1935 und dem damit verbundenen Anschluss des Saargebietes an das Deutsche Reich emigrierten fast alle jüdischen Einwohner. Bei den Novemberpogromen 1938 wurde die Inneneinrichtung der Synagoge sowie die der jüdischen Wohnungen zerstört und die noch in Saarwellingen lebenden jüdischen Einwohner misshandelt. In der Nacht vom 12. auf den 13. November 1938 wurde der Versuch unternommen die verbliebenen jüdischen Einwohner nach Frankreich abzuschieben. Dies scheiterte allerdings am Widerstand der französischen Zöllner, die den Mitgliedern der jüdischen Gemeinde eine Einreise nach Frankreich verwehrten. Nach der Rückkehr nach Saarwellingen lebten sie in zwei jüdischen Wohnhäusern. Die Synagoge wurde für 500 Reichsmark an die Gemeinde verkauft. Die letzten verbliebenen jüdischen Einwohner Saarwellingens wurden am 22. Oktober 1940 in das Internierungslager Gurs deportiert.

### Entwicklung der jüdischen Einwohnerzahl
| Jahr           | Juden    | Jüdische Familien |
| -------------- | -------- | ----------------- |
| 1781           |          | 25                |
| 1808/1809      | 108      |                   |
| 1831           | 125      |                   |
| 1843           | 142      |                   |
| 1855           | 167      |                   |
| 1871           | 199      |                   |
| 1885           | 222      |                   |
| 1895           | 191      |                   |
| 1900           | 177      |                   |
| 1910           | 154      |                   |
| 1925           | 146      |                   |
| 1933           | 134      |                   |
| 1936           | 24       |                   |
| Anfang 1939    | 17       |                   |
| September 1940 | 8 oder 9 |                   |
| 1.             |          |                   |

Quellen: alemannia-judaica.de; jüdische-gemeinden.de; Cilli Kasper-Holtkatte: Juden im Aufbruch. Zur Sozialgeschichte einer Minderheit im Saar-Mosel-Raum um 1800.
Im Gedenkbuch – Opfer der Verfolgung der Juden unter der nationalsozialistischen Gewaltherrschaft 1933–1945 werden 76 Mitglieder und in der Zentralen Datenbank der Namen der Holocaustopfer von Yad Vashem 79 Mitglieder der jüdischen Gemeinde Saarwellingen (die dort geboren wurden oder lebten) aufgeführt, die während der Zeit des Nationalsozialismus ermordet wurden.